# Chionaspis venui
Chionaspis venui är en insektsart som beskrevs av Menon och Muhammad Sharif Khan 1961. Chionaspis venui ingår i släktet Chionaspis och familjen pansarsköldlöss. Inga underarter finns listade i Catalogue of Life.